# Peckia hillifera
Peckia hillifera är en tvåvingeart som först beskrevs av Aldrich 1916.  Peckia hillifera ingår i släktet Peckia och familjen köttflugor.
Artens utbredningsområde är Florida. Inga underarter finns listade i Catalogue of Life.